# Saadi
Abū-Muhammad Muslih al-Dīn bin Abdallāh Shīrāzī (persana: ابومحمد مصلح الدین بن عبدالله شیرازی), cunoscut sub numele de Saʿdī (persana: سعدی‎), Saadī Shīrāzī sau Saadī, (n. 1210, Shiraz, Iran – d. 9 decembrie 1292, Shiraz, Iran) a fost unul dintre principalii poeți persani.
Saadi, poetul filozof, este autorul a două vaste culegeri de un pronunțat caracter moralizator: Golestan (Gradina florilor) și Bustan (Livada / Gradina Fructelor), pe lângă producții pur lirice, însumând sute de gazeluri si catrene.

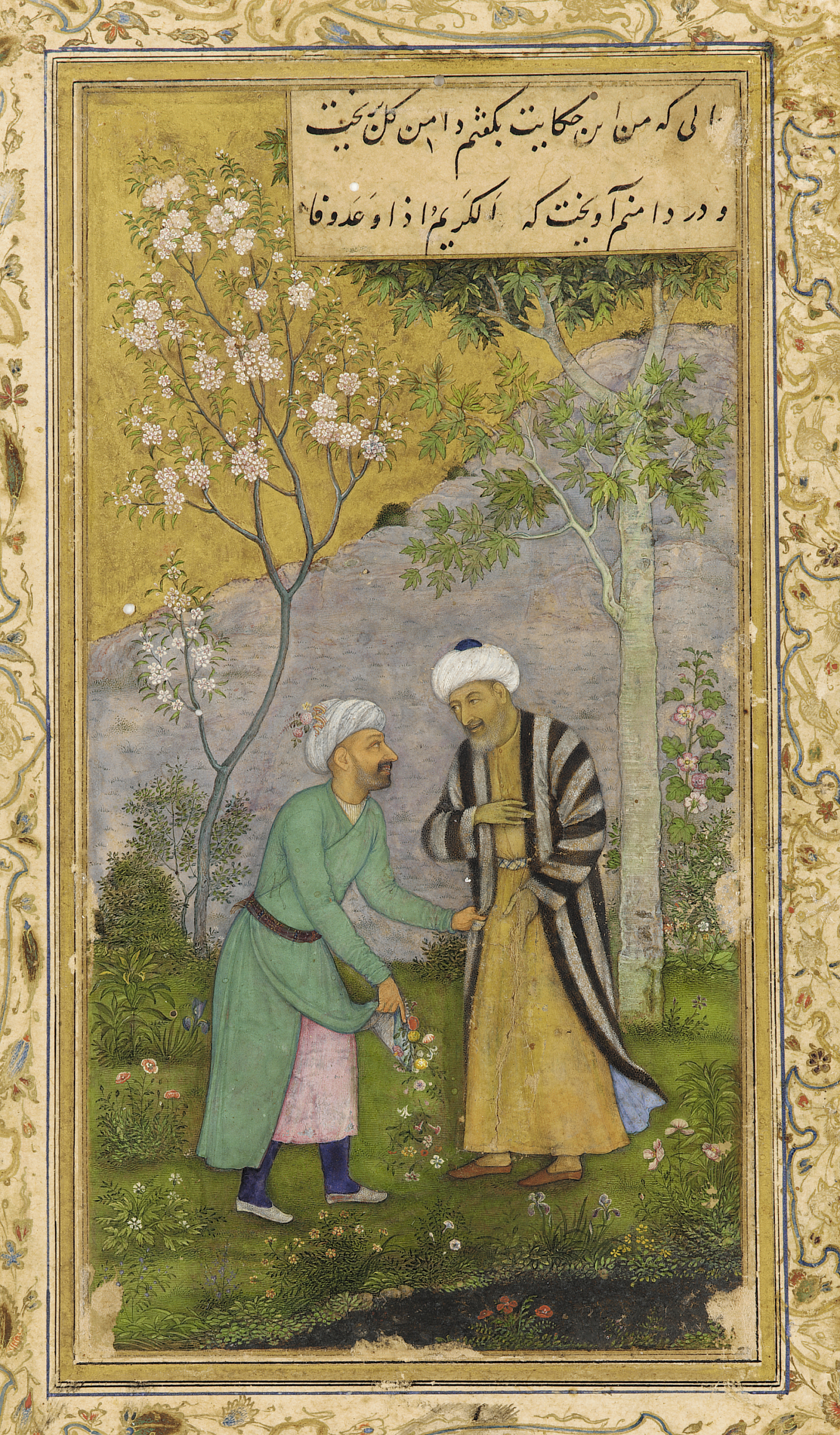
Saadi într-o gradină cu trandafiri, miniatură dintr-un manuscris al Golestanului

Golestan este considerată cea mai influentă culegere de proză a literaturii persane.
Mausoleul lui Saadi se află în Șiraz (Iran). Ziua Națională Saadi este celebrată în Iran pe 21 Aprilie (persana: ١ اردیبهشت)

## Biografie
Multe aspecte ale vieții lui Saadi sunt necunoscute. Cercetătorii au identificat elemente autobiografice în principalele sale lucrări, Golestan si Bustan, însă nu se poate decanta în întregime imaginarul de real. Saadi însuși învăluie aceste elemente în mister atunci când face referire la valoarea superioară a scopului artistic în detrimentul fidelității autobiografice. In Golestan, Saadi avertizează că „cel care a văzut lumea spune multe neadevăruri”. Aspecte biografice precise au mai fost găsite și în corespondența sa privată iar în cele din urmă, acestea au fost asociate unor evenimente politice ale vremii, fiind astfel mai ușor de datat. Principalul impediment în demersul de a stabili elemente precise ale vieții marelui poet este faptul că anumite erori par a se fi perpetuat de la un biograf la altul îngreunând astfel un demers eminamente științific.
Saadi a trăit în una dintre cele mai traumatice perioade din istoria Asiei si Orientului Mijlociu, datorită expansiunii si consolidării puterii Mongolilor. Perioada a fost marcată de distrugerea unor vechi centre de cultură și civilizație, și de mari migrări ale populației din zonele afectate.
Saadi a văzut lumina zilei la Șiraz, data exactă a nașterii poetului nefiind stabilită cu exactitate. Una dintre opțiunile vehiculate mai des este anul 1210. Rămas orfan de tată la o vârstă fragedă, Saadi a părăsit Șirazul pentru Bagdad în scopul obținerii unei educații mai bune. A studiat astfel la Colegiul Al-Nizamiyya (Bagdad) unde a aprofundat domenii precum: științele islamice, drept, guvernare, istorie, literatură arabă și teologie.

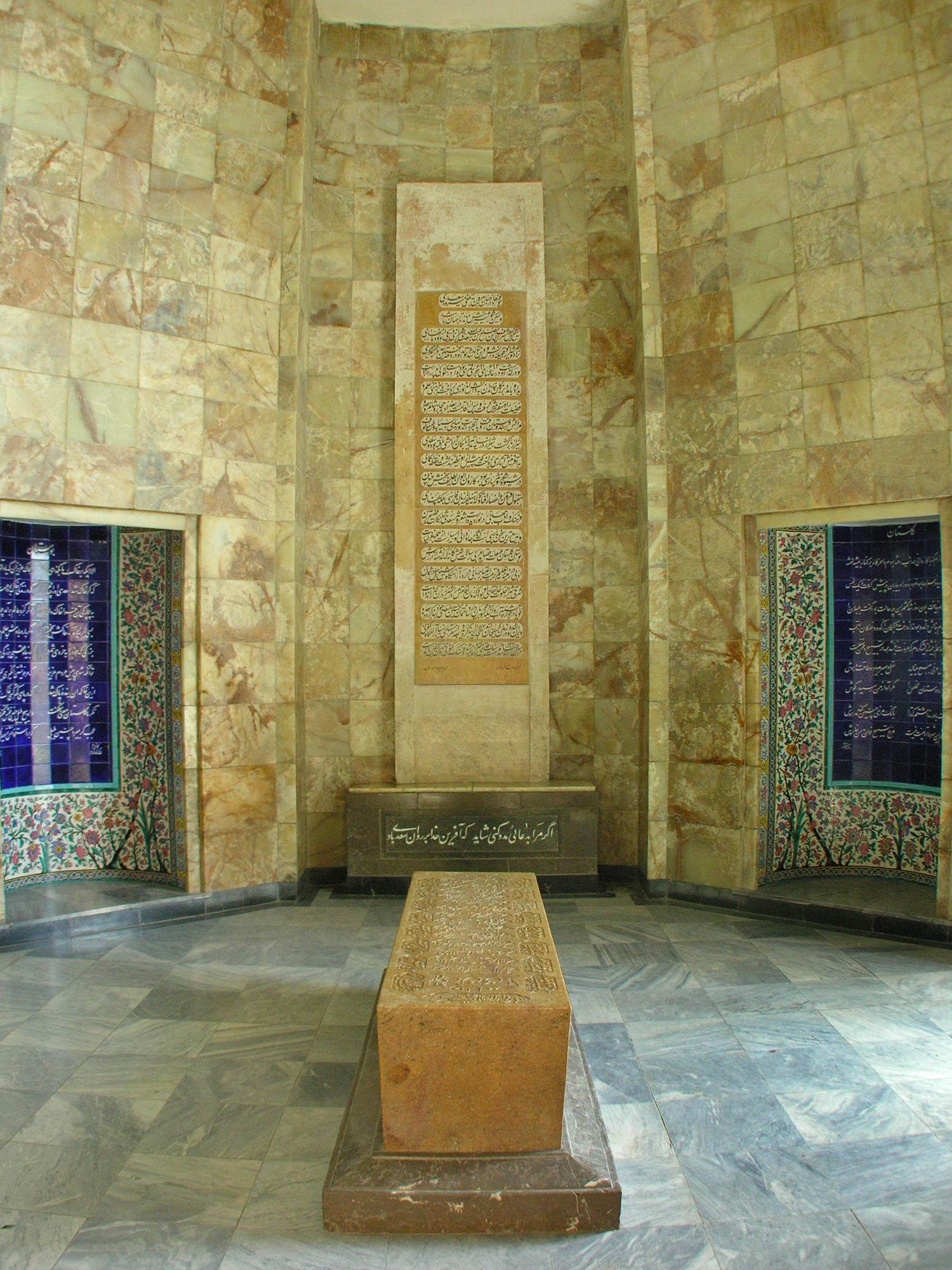
Mormantul lui Saadi din mausoleul de la Șiraz, Iran

Istoricii îi împart viața în trei perioade distincte. Prima parte (aproximativ douăzeci și cinci de ani) a fost dedicată educației și dezvoltării personale.
Cea de a doua parte (aproximativ treizeci de ani) a constat îndeosebi în multiple călătorii, stimulate și de condițiile de viață neprielnice ce au urmat invaziei Mongole asupra dinastiei Khwarizmiene (ce cuprindea părți din teritoriul Iranului de astăzi). A călătorit așadar în Anatolia (unde a vizitat Adana și Konya), Siria, (a făcut referire la foametea de la Damasc în scrierile sale), Egipt (descrie muzica, bazarurile, clericii și elitele), Iraq (vizitează Basra și râul Tigru).
La Halab, Saadi se alătură unui grup de sufiști care a dus o serie de bătălii împotriva Cruciaților. Saadi este capturat de Cruciați la Acra , unde petrece șapte ani ca sclav săpând la digurile fortăreței orașului. Eliberarea sa din sclavie rămâne o enigmă. Unele surse susțin că Saadi a fost eliberat ca urmare a compensației plătite de Mameluci pentru răscumpărarea prizonierilor musulmani aflați în captivitatea Cruciaților. Alte surse, care iau în calcul o poveste din Golestan, susțin că poetul ar fi fost răscumpărat de un bogat compatriot din Alep, care i-ar fi dat și mâna fiicei sale. Saadi a vizitat Ierusalimul și a mers în pelerinaj la Mecca și Medina. În lucrările sale, Saadi face referire și la India și Asia Centrală, dar părerea cercetătorilor diferă cu privire la posibilele sale calatorii în aceste spații geografice.
În ultima parte a vieții sale, Saadi a revenit în Șiraz, unde s-a dedicat scrierii si predării. Acolo definitivează lucrările care aveau sa devina capodoperele sale, Bustan si Golestan.
Conform biografilor săi, Saadi a înfăptuit pelerinajul la Mecca de paisprezece ori de-a lungul vieții.Saadi a decedat în anul 1292. Mausoleul lui Saadi, ce adăpostește mormântul acestuia, se afla în orașul Șiraz din Iran.

## Opera

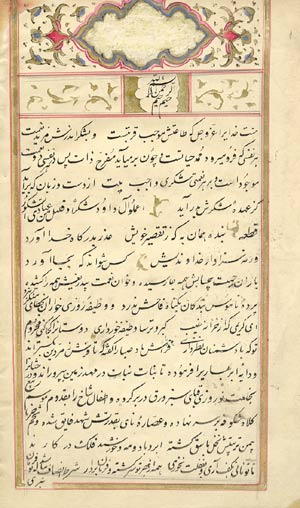
Golestanul lui Saadi în limba persană

Un poet și filozof de excepție, Saadi reușește să spargă tiparele lingvistice și temporale. Opera sa transcede spațiul persan și ajunge așadar în folclorul internațional sub formă de proverbe. Încercări repetate au fost întreprinse de cercetatori pentru a identifica aspecte culturale islamice, zoroastriene sau chiar sufite în opera lui Saadi. Esențial este însă faptul că umanismul său profund precum și actualitatea scrierilor sale îl eliberează pe Saadi de orice dogmă sau doctrină.
Tematic vorbind, lucrările marelui poet dezbat o multitudine de subiecte și celebrează cu preponderență dragostea, solidaritatea socială, prietenia, erosul și devotamentul religios.
Capodoperele lui Saadi sunt Golestan (Grădina florilor), lucrare definitivată în 1258 și Bustan (Livada), finalizată în 1257.

### Golestan și Bustan
Golestan este scris în proză ritmată și adeseori rimată, conținând pe alocuri și versuri. Volumul conține opt capitole, primul despre regi, al doilea despre derviși, al treilea despre cumpătare, al patrulea despre foloasele tăcerii, al cincilea despre dragoste si tinerețe, al șaselea despre bătrânețe, al șaptelea despre educație și al optulea despre comportarea în societate.
Bustan este scris exclusiv în versuri, cuprinde aproximativ 4000 de strofe și este divizat în zece capitole, al căror conținut ilustrează printre altele valori standard (justiție, liberalitate, modestie, stare de mulțumire) precum și reflecții privind comportamentul și practicile dervișilor. Cele zece capitole sunt: primul despre justiție, consiliu si administrarea guvernamentală, al doilea despre bunăvoință, al treilea despre dragoste, al patrulea despre smerenie, al cincilea despre resemnare, al șaselea despre mulțumire, al șaptelea despre educație, al optulea despre recunoștință, al nouălea despre pocăință și al zecelea despre rugăciune.

#### "Banii Adam" (persană بنى آدم), Fiii lui Adam
"Banii Adam" (Fiii lui Adam) este unul dintre cele mai cunoscute aforisme din Golestan .
```
بنى آدم اعضای یک پیکرند
که در آفرینش ز یک گوهرند
چو عضوى به درد آورد روزگار
دگر عضوها را نماند قرار
تو کز محنت دیگران بی غمی
نشاید که نامت نهند آدمی
```

Traducerea

Fiii lui Adam sunt părți ale aceluiași corp
Creați fiind dintr-o unică esență.
Când o calamitate afectează una dintre ele
Celelalte organe sunt de asemenea supuse suferinței.
Daca ești indiferent la necazurile celorlalți
Nu meriți atunci sa fii numit om.

Președintele Statelor Unite ale Americii, Barack Obama, a citat primele două versuri ale acestui poem în discursul său de felicitare a poporului Iranian pe 20 martie 2009 cu ocazia celebrării Noului An Persan.
In 2010, Banca Centrală a Iranului a început tipărirea de bancnote de 100,000 riali ce au imprimate pe verso primele două versuri din „Banii Adam”, precum și o poză a mausoleului lui Saadi din Șiraz. De asemenea, pe moneda de 500 riali, se regăsește poza mausoleului lui Saadi Șirazi.

### Alte lucrări
Saadi este de asemenea cunoscut ca un mare panegirist si liric. A scris o multitudine de qaside (Qasa’id) atât în Persană cât și în Arabă, gazeluri mistice (poeme de dragoste) (Ghazaliyat) și poezie satirică. Autor a numeroase ode ce înfățișează diverse experiențe ale vremii sale, a scris și despre lamentarea ce a urmat căderii Bagdadului în fața invaziei mongole din 1258.

## Mistica/Spiritualitatea islamică în lucrările lui Saadi
Elocvența și claritatea expresiei lucrărilor lui Saadi sunt universal recunoscute. Cu toate acestea, au existat divergențe în ceea ce privește încadrarea opiniilor și ideilor acestuia într-un sistem conceptual sau un curent de gândire. Una dintre aceste controverse a constituit-o atitudinea poetului față de sufism. Filozofia sa este mult mai practică decât cea a lui Rumi, și este considerată străină de metafizică, conform lui Reuben Levy, fără a îndemna excesiv spre asceză. Un critic literar mai recent, Annmarie Schimmel, comentează faptul că stilul artistic al lui Saadi este simplu dar elegant și justifică astfel atracția superioară pe care publicul european a resimțit-o față de opera lui Saadi în comparație cu cele ale altor poeți clasici persani.
Unul dintre principalii critici iranieni care au analizat legătura lui Saadi cu sufismul a fost Badi’al-Zaman Foruzanfar. Foruzanfar a comentat despre posibila influență a maestrului Sufi Shahab al-Din Sahrawardi (sau Sohrevardi) asupra ideilor utilizate de Saadi în operele sale. Foruzanfar menționează cinci posibile influențe, printre care: ideea ca atât timp cât un mistic practicant este capabil să își descrie scopul, eforturile și experiențele, acesta se afla încă pe drumul cel bun, iar atunci când scopul final este atins, contactul cu frivolitatea lumii în care trăiește este întrerupt; și faptul că Perfecțiunea se află în respectarea Shari’a și, în consecință, adevăratul misticism islamic nu poate fi plasat în afara contextului religios.
O sumedenie de alte opinii au fost exprimate de critici în legătură cu misticismul sau spiritualitatea operei lui Saadi. Rashid Yasmai merge până la a susține că poezia lui Saadi în întregul sau are un înțeles ezoteric de natură mistică. La polul opus, Ali Dashti consideră că generalizarea – respectiv atribuirea de elemente sufi operei lui Saadi este o eroare determinată în parte de asocierea acestuia cu câțiva reprezentanți sufi cu care Saadi a avut contact, și pe de altă parte, generată de existența unor poezii mistice printre ghazalurile sale.

## Traduceri ale operei lui Saadi în Occident

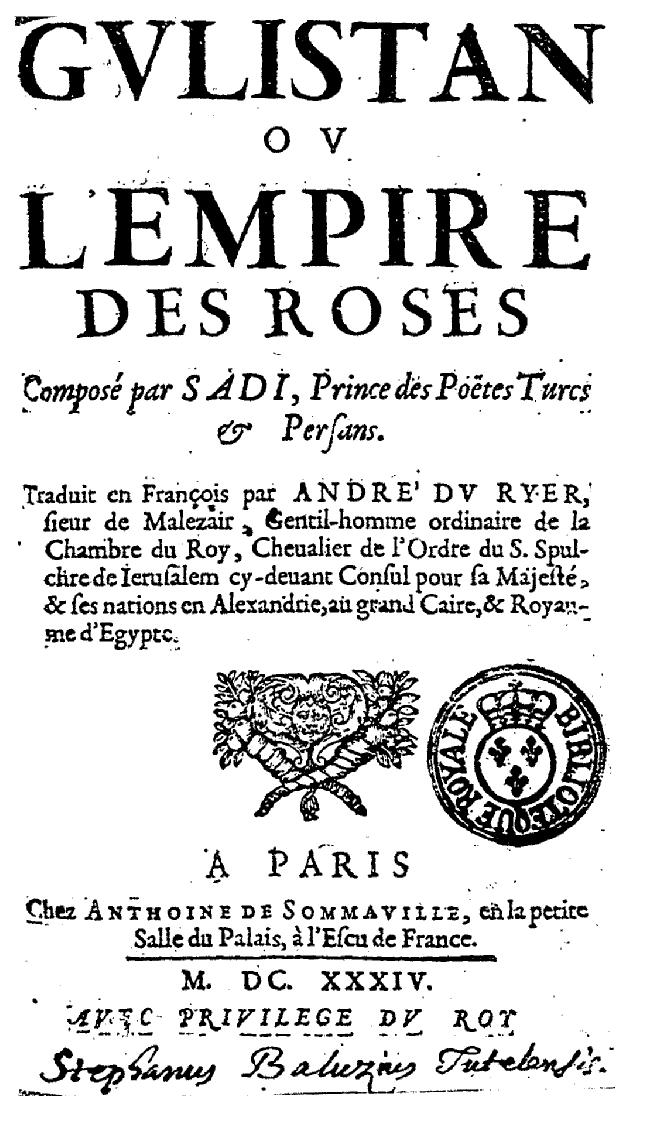
Coperta primei traduceri a Golestanului în limba franceză

Saadi este unul dintre primii poeți persani traduși în Europa.
- Andre du Ryer este considerat drept primul European care prezintă opera lui Saadi în spațiul occidental, printr-o traducere parțială în limba franceză a Golestanului în 1634. Aceasta stă la baza unei traduceri ulterioare în limba germană realizată de Friedrich Ochsenbach în 1636.
- Adam Olearius realizează o traducere completă a Bustanului și Golestanului în limba germană în 1654.

## Traduceri în limba română
- George Dan – traducere a Golestanului (Grădina Florilor), prefață de Tudor Vianu, București, 1959.
- George Dan –Poeți persani,prefață de Tudor Vianu, București, 1963.
- George Dan – Saadi din Șiraz – Golestan (Grădina Florilor), prefață de Tudor Vianu, Ed. pentru literatură, București, 1964
- George Dan – Privighetorile Persiei. Antologie de poezie persană (secolele X-XX),prefață de Virgil Cândea, București, 1971. [conține fragmente din Bustan]
- Otto Starck – Omar Khayyam, Saadi, Hafez, Catrene persane (Robaiat)– Ed. Albatros, 1974.
- Otto Starck – Saadi, Bustan (Livada) - Ed. Albatros, 1978.
- Otto Starck – Trei poeți persani. Omar Khayyam, Saadi, Hafez– Ed. Științifică și enciclopedică, 1982.
- Otto Starck – Hafez, Saadi, Rumi, Khayyam, Antologie de poezie persană – Ed. Kriterion, 2004.
- Otto Starck – Poeme persane (Baba Taher, Omar Khayyam, Saadi, Rumi, Sabestari, Hafez). 2012. Prefață: George Grigore. Editura Herald. Colecția Princeps.

## Influențe asupra literaturii ulterioare
Poezia persană a avut, fără îndoială, o influență asupra literaturii occidentale, începând cu La Fontaine, Diderot și Voltaire, până la Hugo, Balzac, Goethe și Ralph Waldo Emerson. Golistan este considerată că ar fi constituit o influență serioasă pentru Fabulele lui Jean de la Fontaine.
Alexandr Pușkin este unul dintre cei care îl citează pe Saadi în opera sa „=Evgheni Oneghin: „precum Saadi cânta în vremuri de demult, unii sunt îndepărtați, iar alții sunt morți”.

## Ziua Națională Saadi

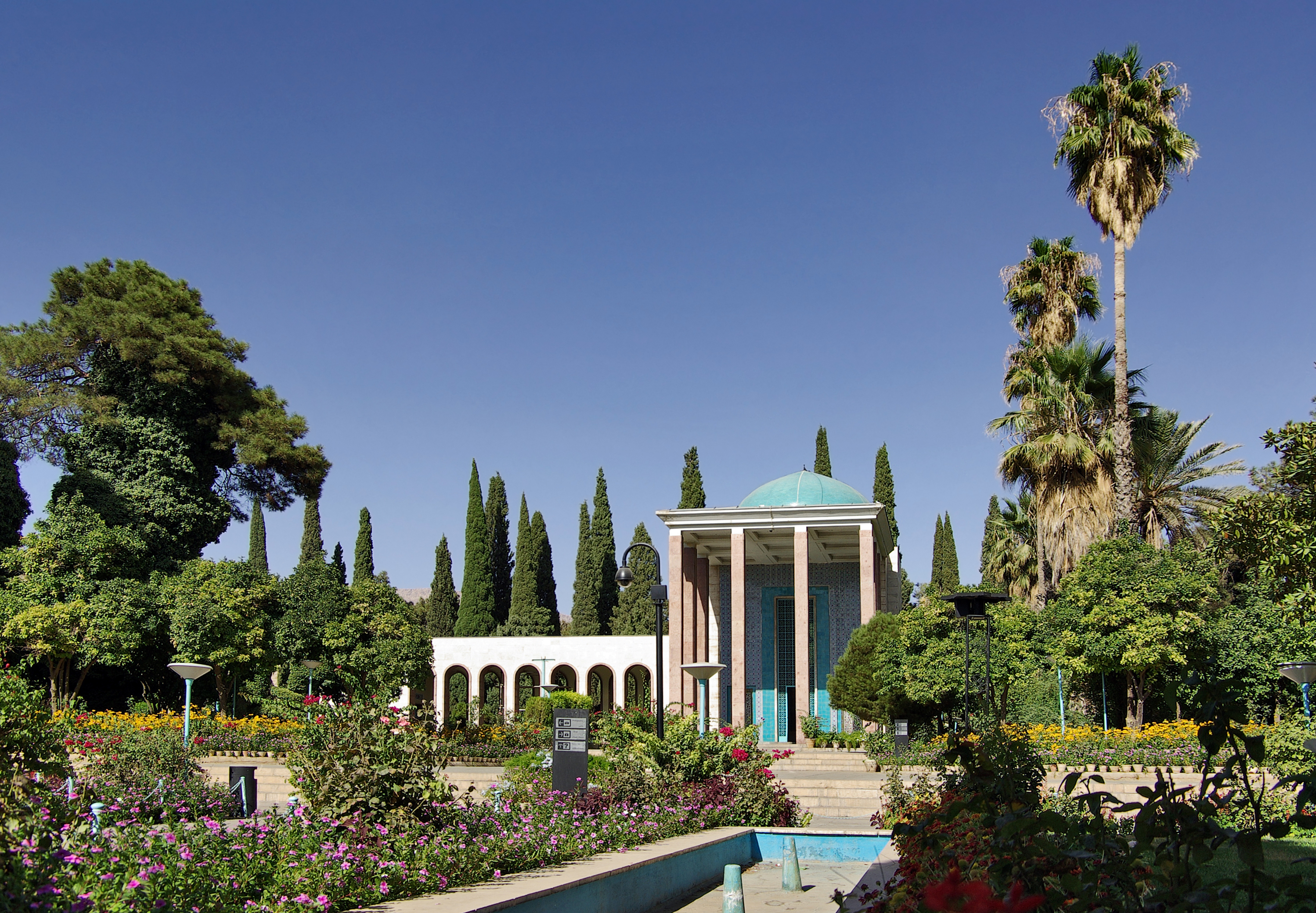
Mausoleul lui Saadi de la Șiraz, Iran

Pe data de 21 Aprilie (persană: ١ اردیبهشت)se sărbătorește Ziua Saadi în Iran, în special în orașul natal al poetului, Șiraz. Centrul de Studii Saadi a dedicat astfel câte o temă specială fiecărui an în care se celebrează sărbătoarea, și anume: 2013 „Saadi, Cultura Iraniană și Cultura Islamică”, 2014 „Saadi, problematica socială și literatura contemporană”, 2015 „Arta, Estetica și Cultura populară în opera lui Saadi”si 2016 „Influența lui Saadi în operele altor scriitori și influența altor scriitori în opera lui Saadi”.
Ziua Saadi se sărbătorește printr-o multitudine de evenimente organizate în special în Șiraz, manifestări ce omagiază opera marelui poet. Mausoleul lui Saadi de la Șiraz este loc de pelerinaj îndeosebi în preajma aniversării Zilei Saadi.